# Diana (câmera)

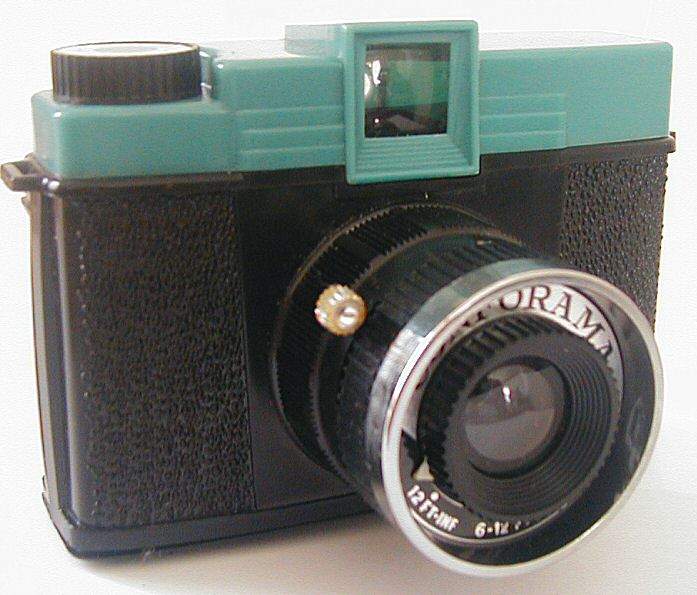
Câmera Diana camera branded Conforama.

A câmera Diana  é uma câmera de plástico de baixa-qualidade, referida frequentemente como uma câmera do brinquedo. A Diana faz 16 retratos de 4cmx4cm em filme 120, deixando uma grande parte da superfície da película não utilizada. As Dianas foram produzidas em diversas variações durante as décadas de 1960 e 1970 em Kowloon, Hong Kong, pela "Great Wall Plastic Company", e vendida sob vários tipos. Não é impossível que algumas das variantes da Diana eram falsificações produzidas por outros fabricantes.
As câmeras Diana são usadas ainda por alguns fotógrafos da arte por causa da característica vinhetagem produzida pelos componentes de baixa qualidade. A câmera de baixo custo muito popular durante a década de 1960, ultilixada para fazer fotografias impressionistas.
As câmeras Diana são suscetíveis à entrada de luz e devem ser vedadas com fita isolante preta para produzir resultados aceitáveis.
A câmera Holga é uma sucessora digna da Diana.